# Лыска (техника)

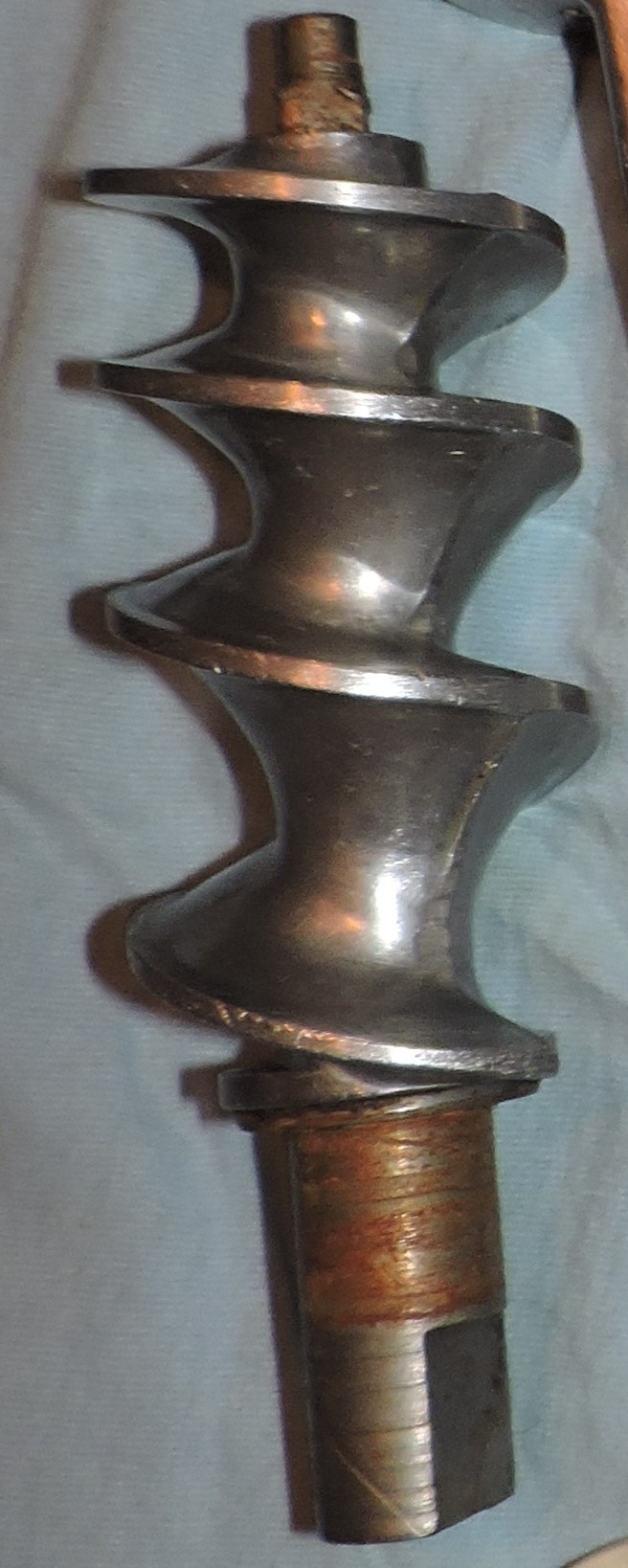
Шнек ручной мясорубки имеет на выходном конце вала (внизу) лыску под рычаг с рукояткой.

Лыска — плоский срез с поверхности детали цилиндрической, конической или сферической формы, расположенный параллельно оси.
Односторонние лыски применяют для предохранения режущего инструмента от поломки при соприкосновении с криволинейной поверхностью детали, а также для её плотного соединения с плоскостью другой детали.
Двухсторонние лыски располагаются равноудалено от оси и параллельно друг другу. Они предназначены для захвата и удержания детали от вращения или, наоборот, для поворота детали, например с помощью ключа. Лыски могут находиться на краю или в любой другой части детали.
Если четыре равноотстоящие от оси лыски расположены перпендикулярно друг к другу, то при достаточном заглублении в сечении они образуют квадрат.